# Neomusotima
Neomusotima là một chi bướm đêm thuộc họ Crambidae.

## Các loài
- Neomusotima conspurcatalis (Warren, 1896)
- Neomusotima fuscolinealis Yoshiyasu, 1985